# Ellinsaari (ö i Kajanaland, Kajana, lat 64,26, long 28,74)
Ellinsaari är en ö i Finland. Den ligger i sjön Kusianjärvi och i kommunen Sotkamo i den ekonomiska regionen  Kajana ekonomiska region  och landskapet Kajanaland, i den centrala delen av landet, 500 km norr om huvudstaden Helsingfors. Öns area är 5,6 hektar och dess största längd är 0,6 kilometer i öst-västlig riktning.